# Aphelandra pilosa
Aphelandra pilosa är en akantusväxtart som beskrevs av Emery Clarence Leonard. Aphelandra pilosa ingår i släktet Aphelandra och familjen akantusväxter. Inga underarter finns listade i Catalogue of Life.